# شاه‌تپه کوچک
شاه تپه کوچک در شهرستان ترکمن، بخش گمیشان، روستای اسلام تپه واقع شده و این اثر در تاریخ ۱۰ خرداد ۱۳۸۲ با شمارهٔ ثبت ۸۸۷۷ به‌عنوان یکی از آثار ملی ایران به ثبت رسیده است.